# Немцовце (Пряшів)
Немцовце (словац. Nemcovce) — село в окрузі Пряшів Пряшівського краю Словаччини. Площа села 5,74 км². Станом на 31 грудня 2016 року в селі проживало 476 жителів.
В селі розміщено 2 церкви.

## Історія
Перші згадки про село датуються 1364 роком.

## Географія
Протікають річки Ладянка і Трстянка.

## Населення
| Рік:            | 1994. | 2004.    | 2014.   | 2024.   |
| --------------- | ----- | -------- | ------- | ------- |
| Кількість осіб: | 408   | 451      | 479     | 478     |
| Різниця:        |       | +10,53 % | +6,20 % | -0,20 % |

| Рік:            | 2023. | 2024.   |
| --------------- | ----- | ------- |
| Кількість осіб: | 481   | 478     |
| Різниця:        |       | -0,62 % |